# 포하드 카르프헤크와 포하드 아르그헤크
포하드 카르프헤크(아일랜드어: Fothad Cairpthech)와 포하드 아르그헤크(아일랜드어: Fothad Airgthech)는 루가이드 막 콘의 아들들로, 에린의 아르드리였다. 카르브러 리페하르가 죽고 나서 공동으로 아르드리가 되었으나, 1년만에 아르그헤크가 카르프헤크를 죽였고, 곧이어 카르브러의 아들 피허 스레프티너를 지지한 피아나 기사단의 영웅 칼테 막 로난이 아르그헤크도 죽였다.
| 전임 카르브러 리페하르 | 에린의 지고왕 AFM 284년 ~ 285년 FFE 272년 ~ 273년 | 후임 피허 스레프티너 |